# Club Unión Santo Domingo
Il Club Unión Santo Domingo, noto semplicemente come Unión Santo Domingo, è una società calcistica peruviana con sede nella città di Chachapoyas. Milita nella Liga 3, la terza divisione del campionato peruviano di calcio.

## Storia
Il Club Cultural Union Santo Domingo è stato fondato il 10 febbraio 1979.
Nella Copa Perú del 2007, il club si è qualificato alla fase regionale, ma fu eliminato dallo Sporting Pizarro nella fase a gironi.
Nella Copa Perú 2009, il club si è qualificato alla fase regionale, ma è stato eliminato dal Defensor San José nella fase a gironi.
Nella Copa Perú 2010, il club si qualificò alla fase nazionale, ma fu eliminato dal Defensor San José nella fase a gironi.
Nella Copa Perú 2016, il club si è qualificato alla Fase Nazionale, ma è stato eliminato dal San José de Agua Blanca nel Ripescaggio.
Nella Coppa Perù 2017, il club si è qualificato alla Fase Nazionale, ma è stato eliminato, terimando al 32º posto della graduatoria.

## Allenatori
- Euler Miollaja (2010)
- Fernando Seminario (2016)
- Juan Miguel Pérez (2017)
- César Sánchez (2022)
- Homar Reinoso La Rosa (2023)
- Fernando Villanueva Zuta (2023)
- Bárnaby Llosa (2023)

## Palmarès

### Trofei regionali
- Lega dipartimentale di Amazonas: 4

2007, 2016, 2017, 2023
- Lega provinciale di Chachapoyas: 3

2011, 2014, 2017
- Lega distrettuale di Chachapoyas: 4

2010, 2011, 2016, 2022